# Komandor Shepard
Komandor Shepard – główny bohater trylogii gier komputerowych Mass Effect, Mass Effect 2 i Mass Effect 3, stworzonej przez studio BioWare. Weteran Marynarki Przymierza Systemów, absolwent programu N7 organizowanego przez Międzyplanetarną Akademię Bojową, pierwsze ludzkie Widmo Rady Cytadeli, starający się powstrzymać rasę inteligentnych syntetyczno-mechanicznych organizmów znanych jako Żniwiarze przed zniszczeniem wysoko rozwiniętych gatunków zamieszkujących Drogę Mleczną. Płeć, klasa, imię i wygląd postaci mogą być dostosowane przez gracza według jego własnych upodobań. Postać męska przemawia głosem Marka Meera, a żeńska – Jennifer Hale. Ponieważ gracz może kierować postacią dowolnej płci, większość jej dialogów jest neutralna płciowo.
Postać nazwana została na cześć Alana Sheparda, pierwszego Amerykanina w kosmosie. Chociaż podczas produkcji gier obie postaci – męską i żeńską – traktowano na równi, ze względów marketingowych, żeby gracze mogli utożsamiać serię z konkretnym bohaterem, w materiałach promocyjnych wykorzystywano postać męską, której twarz wzorowana była na holenderskim modelu Marku Vanderloo. Seria doczekała się szeregu gadżetów, w tym m.in. figurek, a sam Shepard pojawiał się gościnnie w innych grach Electronic Arts, chociaż nie pojawi się w żadnej przyszłej odsłonie Mass Effect. Domyślne imię postaci męskiej to John, a kobiecej – Jane.

## Koncept i tworzenie

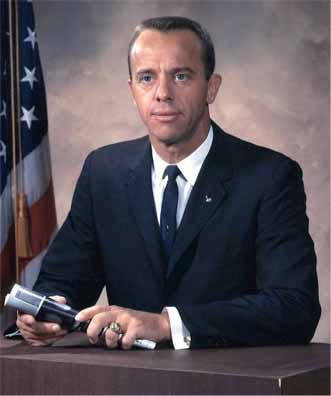
Alan Shepard, drugi człowiek i pierwszy Amerykanin w kosmosie. Właśnie Alanowi Shepardowi główny bohater gier zawdzięcza nazwisko

Zamiarem BioWare było stworzenie postaci, którą gracze od samego początku będą traktowali jako wyjątkową i mającą już ugruntowaną pozycję w swoim świecie. W odróżnieniu od innych protagonistów komputerowych gier fabularnych, Shepard nie miał być postacią pozbawioną jakiegokolwiek tła fabularnego i przeszłości – nadanie mu pewnych cech już na samym początku miało na celu stworzenie bardziej „intensywnego” doświadczenia. Ponieważ seria Mass Effect jest bardziej filmowa od innych gier BioWare, studio chciało dodać do niej „coś ekstra” i specyficznego smaczku, który można było osiągnąć dzięki zapadającej w pamięć postaci w stylu kapitana Kirka z serii Star Trek czy Jacka Bauera z serialu 24 godziny.
Deweloperzy chcieli nadać postaci przynajmniej nazwisko, żeby pozostali bohaterowie mogli się do niej zwracać bezpośrednio. Zamiarem twórców było znalezienie nazwiska, które byłoby zarazem „typowo amerykańskie” i pospolite, co doprowadziło do przeglądania nazwisk pierwszych siedmiu amerykańskich astronautów. Alan Shepard został wybrany ze względu na to, że pasował do pomysłu na „ich” Sheparda, będąc osobą twardą i cieszącą się szacunkiem, a dodatkowo był pierwszym Amerykaninem w kosmosie, tak jak Shepard z gier został pierwszym ludzkim Widmem działającym dla Rady Cytadeli.
Podczas produkcji pierwszej części gry żeńskiej Shepard poświęcono tyle samo uwagi, co jej męskiemu odpowiednikowi. Na potrzeby kobiety napisano unikalne dialogi oraz opcje romansowe. Wczesne modele do testowania animacji wykorzystywały żeńską Shepard. Reżyser gier, Casey Hudson, stwierdził, że „nie jest [ona] karykaturą postaci kobiecej w grach fabularnych”, będąc kobietą zarówno silną i niezwykle pewną siebie, jak i asertywną.

### Wygląd i projekt
Pancerz Sheparda był pierwotnie czerwono-biały, uznano jednak, że w takim stroju zbyt bardzo przypomina medyka, toteż ostatecznie kolor na popielaty z czerwono-białym akcentem w postaci logo programu N7. Według twórców, czerwony pasek w logo N7 symbolizuje krew, jaką postać musi przelać, żeby uratować galaktykę. W Mass Effect 2 pancerz zmieniono na składający się z części, żeby podkreślić sylwetkę postaci i sprawić, żeby wyglądała na „silniejszą i zdolną do większej bezwzględności”. Zmiana ta pociągnęła za sobą możliwość dostosowywania wyglądu pancerza przez gracza, który mógł zmieniać jego elementy i kolorystykę.
Twórcy skupili się na tym, żeby menu tworzenia wyglądu bohatera było „dobrej jakości i realistyczne”. W celu jego sprawdzenia, stworzono podobizny wielu celebrytów, żeby upewnić się, że system oferuje odpowiednio dużą różnorodność. Domyślny wygląd głównego bohatera – tak twarzy, jak i ciała – oparty został na wizerunku holenderskiego modela Marka Vanderloo. Domyślny wygląd postaci kobiecej został nieco zmieniony pomiędzy pierwszą a drugą grą, jednak na potrzeby Mass Effect 3 – pierwszej części dodatkowo promowanej materiałami z postacią kobiecą – został całkowicie przemodelowany, zgodnie z sugestiami graczy. BioWare stworzyło wiele różnych projektów żeńskiej wersji postaci, ostatecznie jednak ograniczyło ich liczbę do sześciu, które zostały opublikowane na Facebooku, a zadaniem fanów było wybranie tego najlepszego. W głosowaniu wygrała blondynka z piegami, jednak BioWare uznało, że część głosujących mogła kierować się wyłącznie kolorem włosów postaci, dlatego w późniejszym czasie zorganizowano jeszcze jedno głosowanie, którego celem było wybranie koloru włosów; ostatecznie wygrała postać rudowłosa.

### Głos
Głos pod męską wersję postaci w wersji oryginalnej podkładał Mark Meer, a pod żeńską Jennifer Hale. W polskiej wersji przemawiała ona głosem Marcina Dorocińskiego i Magdaleny Różczki w części pierwszej, z kolei w drugiej Łukasza Nowickiego i Agnieszki Kunikowskiej. Część trzecia nie była dubbingowana na język polski.
Zarówno Meer, jak i Hale, jeszcze przed Mass Effect wielokrotnie współpracowali z BioWare. Meer po raz pierwszy pracował ze studiem przy grze Baldur’s Gate II: Cienie Amn, a w następnych latach dubbingował w kolejnych grach różne postaci dalszoplanowe. Udając się na casting na Mass Effect spodziewał się, że ponownie będzie udzielał głosu pomniejszym postaciom, dlatego był „mile zaskoczony”, kiedy otrzymał główną rolę. Angielska wersja gier reżyserowana była przez Caroline Livingstone, a podczas niektórych sesji nagraniowych obecny był główny scenarzysta Mac Walters, co pozwoliło na wprowadzenie szybkich zmian do dialogów.
Hale przyznała, że chociaż sama nie jest graczem, jest bardzo oddana temu, żeby pomóc „stworzyć” historię w grach komputerowych. Stwierdziła dodatkowo, że miewa obiekcje, kiedy określone dialogi wydają jej się nie pasować do postaci, którym udziela głosu, w przypadku Shepard i gier BioWare wolała jednak nie ingerować. Fakt, że BioWare nie zmieniało dialogów w zależności od płci postaci, był dla Hale jednym z ulubionych aspektów pracy nad serią Mass Effect.

## Występowanie

### Trylogia i części poboczne

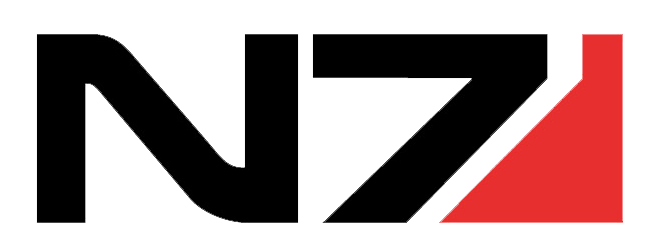
Logotyp programu N7

Komandor porucznik Shepard jest głównym bohaterem i grywalną postacią trylogii Mass Effect. Jest absolwentem organizowanego przez Przymierze Systemów – „reprezentantem ludzkości w przestrzeni Cytadeli” – programu wojskowego N7, którego absolwenci darzeni są wielkim poważaniem ze względu na niezwykle katorżnicze warunki, jakie należy spełnić, żeby go ukończyć. Na samym początku gry gracz wybiera historię Sheparda przed dołączeniem do wojska, jak również wydarzenie mające miejsce już w trakcie służby, które przyczyniło się do tego, że stał się rozpoznawalny. W rozmowach z bohaterami niezależnymi gracz posługuje się tzw. kołem dialogowym, na którym zamieszczone są skrócone wersje odpowiedzi, rozwijane po wybraniu konkretnej opcji. W zależności od dokonywanych wyborów, postać otrzymuje punkty idealisty lub renegata, które w drugiej i trzeciej części mogą wpływać na jej wygląd. Im więcej punktów renegata zdobędzie Shepard, tym gorzej będą się goiły rany na jego twarzy, a jego oczy zmienią kolor na czerwony, o ile nie zdecyduje się on na chirurgiczne poprawki.
Poza główną trylogią, Shepard zostaje wspomniany w powieściach Mass Effect: Podniesienie, Odwet i Deception. Pojawia się również w trzecim numerze komiksu Homeworld, ujęcie przedstawia jednak jedynie fragment jego pancerza z logo N7. Komiks Odkupienie, rozgrywający się pomiędzy prologiem a główną częścią Mass Effect 2, koncentruje się na odzyskaniu ciała zmarłego Sheparda i przekazaniu go Cerberusowi w celu przywrócenia go do życia. Według zapowiedzi, Shepard nie pojawi się w żadnej kolejnej odsłonie Mass Effect, ponieważ poświęcona mu trylogia została definitywnie zakończona. Dodatkowo BioWare stwierdziło, że nie chce, żeby protagonista kolejnej gry – Mass Effect: Andromeda – był po prostu kolejnym żołnierzem albo „Shepardem 2”.

### Mass Effect
Shepard służy pod kapitanem Davidem Andersonem podczas testowego lotu superzaawansowanego technologicznie okrętu SSV Normandia, zbudowanego przy współpracy ludzi i turian, którego celem jest pierwsza ludzka kolonia na planecie Eden Prime. Misja ma na celu również sprawdzenie, czy Shepard nadaje się na Widmo – elitarnego agenta działającego dla Rady Cytadeli, mogącego rozwiązywać problemy w dowolny sposób, który uzna za słuszny. Towarzyszem Sheparda jest turiańskie Widmo Nihlus Krylik, który ginie podczas misji, zdradzony przez swojego kolegę Sarena Arteriusa. Shepard odkrywa na Eden Prime nadajnik pozostawiony przez wymarłą przed tysiącami lat rasę protean i niechcący uaktywnia go, a ten objawia mu wizję zniszczenia galaktyki przez olbrzymie maszyny zwane Żniwiarzami.
Zdrada Sarena zostaje przedstawiona Radzie Cytadeli, która cofa mu status Widma i nadaje go Shepardowi, którego zadaniem staje się odnalezienie turianina i powstrzymanie go. Shepard i Anderson uważają, że Saren sprzymierzył się ze Żniwiarzami i syntetyczną rasą gethów, Rada odrzuca jednak te oskarżenia, uważając Żniwiarzy za legendę. W trakcie śledztwa Shepard odkrywa, że nadajnik objawił mu wizję zniszczenia protean przez Żniwiarzy, a ten sam los w niedługim czasie ma spotkać inteligentne rasy zamieszkujące galaktykę obecnie. Mimo spotkania z jednym ze Żniwiarzy, Suwerenem, Rada w dalszym ciągu uważa ich za mit.
Saren i gethy przypuszczają atak na Cytadelę, mający na celu aktywowanie przekaźnika masy, poprzez który Żniwiarze przedostaną się do Drogi Mlecznej i zrealizują swój plan zniszczenia inteligentnych istot. Shepardowi udaje się powstrzymać Sarena i uratować Radę bądź pozostawić ją na śmierć, a w jej miejsce powstaje nowa, składająca się wyłącznie z ludzi.

### Mass Effect 2
Kilka miesięcy po pokonaniu Suwerena Normandia zostaje zniszczona przez tajemniczą rasę Zbieraczy, a Shepard ginie, ratując członków załogi. Jego ciało zostaje odzyskane przez proludzką organizację terrorystyczną Cerberus i na rozkaz jej lidera  Człowieka Iluzji, zostaje zrekonstruowane i  przywrócone do życia. Człowiek Iluzja ofiaruje Shepardowi nowy statek – SSV Normandię SR-2 – wraz z załogą i zleca mu szereg misji mających na celu ustalenie, dlaczego od pewnego czasu znikają całe ludzkie kolonie i jaki związek ze zniknięciami mają Zbieracze. W trakcie śledztwa okazuje się, że są oni marionetkami Żniwiarzy. Shepard wraz z zebraną przez siebie drużyną wyrusza na samobójczą misję za przekaźnik Omega-4 do bazy Zbieraczy, którą może zniszczyć lub pozostawić, udostępniając ją do dalszych badań Cerberusowi. W zależności od decyzji podejmowanych przez gracza na przestrzeni gry, Shepardowi udaje się uciec lub ginie – w tym drugim przypadku niemożliwe jest zaimportowanie stanu świata do Mass Effect 3.

### Mass Effect 3
Shepard zostaje uziemiony i pozbawiony rangi za zniszczenie rodzinnego układu batarian podczas próby powstrzymania Żniwiarzy przed zaatakowaniem Drogi Mlecznej. Udaje mu się jednak opóźnić atak o kilka miesięcy – pół roku później Ziemia zostaje zaatakowana przez maszyny, a przebywający w Vancouver Shepard przywrócony do czynnej służby. Jako jedyna nadzieja ludzkości, zostaje wysłany przez Andersona na Cytadelę w celu zyskania pomocy innych ras. Rada Cytadeli, obawiająca się o bezpieczeństwo swoich rodzinnych układów, odmawia wysłania wojsk na Ziemię. Komandor zaczyna budować sojusze, zyskując przychylność turian, asari, salarian, krogan, quarian, gethów i raknii, tworząc tym samym armię, która ostatecznie uderzy na Żniwiarzy. W międzyczasie dzięki Shepardowi Przymierze wchodzi w posiadanie pozostawionych przez proetan schematów Tygla – potężnej superbroni, która potencjalnie może zniszczyć Żniwiarzy – i rozpoczyna jego budowę. Ostatecznie komandor spotyka się z Katalizatorem – inteligentnym konstruktem, który od eonów strzeże równowagi w galaktyce, co pięćdziesiąt tysięcy lat przetwarzając wysoko zaawansowane rasy organiczne w Żniwiarzy, zanim te zostaną zniszczone przez syntetyków, których tworzą. Katalizator oferuje kilka rozwiązań, od których zależą dalsze losy całej galaktyki. W większości zakończeń Shepard ginie, poświęcając się dla dobra innych i tylko jedno zakończenie sugeruje, że Shepardowi udało się przeżyć. Jeżeli zdecyduje się on przejąć kontrolę nad Żniwiarzami, zachowana zostaje jego jaźń.

## Promocja i marketing

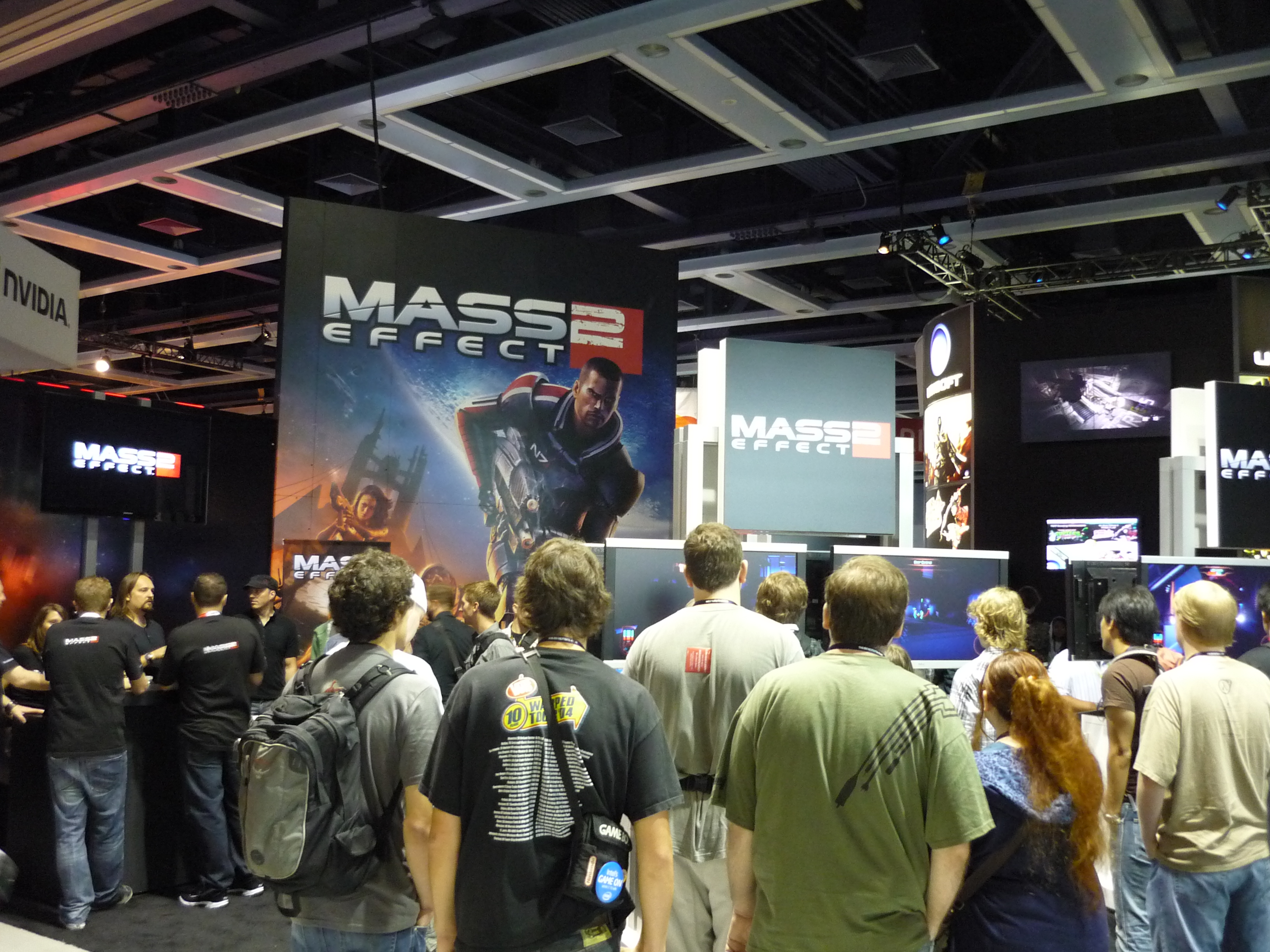
Stragan Mass Effect 2 podczas Penny Arcade Expo (2009).

Męska wersja Sheparda była bardzo często wykorzystywana w działaniach marketingowych, pojawiając się na okładkach wszystkich trzech odsłon trylogii, jak również we większości zwiastunów. Żeński odpowiednik w kampanii marketingowej pojawił się dopiero przy okazji promocji trzeciej części; niektóre zwiastuny wypuszczone zostały w alternatywnej wersji z postacią kobiecą, z kolei gra wydana została z dwustronną okładką – domyślnie znajdowała się na niej postać męska, możliwe było jednak przełożenie okładki na drugą stronę, na której znajdowała się postać kobieca. Podczas promocji pierwszej i drugiej części nie koncentrowano się na Shepard, ponieważ marketingowcy woleli skupić się na jednej postaci, którą konsumenci mogliby łatwo utożsamiać z marką. W przypadku Mass Effect 3 BioWare chciało „zadośćuczynić” fanom domagających się materiałów z postacią kobiecą.
Shepard pojawiał się również w innych grach wydawanych przez Electronic Arts. W grze SkyHeroes w trybie wieloosobowym możliwe było sterowanie wieloma postaciami z gier EA, w tym m.in. Shepardem. 27 marca 2012 roku dla postaci Sery i Noela z gry Final Fantasy XIII-2 udostępniona została alternatywna skórka z Shepardem. Po ukończeniu wersji demonstracyjnej Mass Effect 3, w grze Kingdoms of Amalur: Reckoning dostępne stawały się pancerz N7 i omniklucz. Po zakupie Mass Effect 3 pancerz N7 stawał się dostępny również w grze Dead Space 3.

## Odbiór
Postać Sheparda spotkała się z większości pozytywnym przyjęciem zarówno ze strony graczy, jak i krytyków. W plebiscycie magazynu „Game Informer” zajęła drugie miejsce na liście najlepszych postaci z gier komputerowych, przegrywając jedynie z Master Chiefem – protagonistą gier z serii Halo. Redakcja magazynu w podobnym zestawieniu, obejmującym sto postaci, umieściła go na dziewięćdziesiątym dziewiątym miejscu, podczas gdy jego towarzysz z drużyny – Garrus Vakarian – znalazł się w nim na miejscu piętnastym. Eric Zipper z portalu GameZone umieścił Sheparda na liście „ośmiu najfajniejszych bohaterów gier komputerowych, z którymi zadawanie się tak naprawdę nie byłoby ani trochę fajne”. Swój wybór uzasadnił tym, że jako postać kontrolowana przez gracza, decyzje podejmowane przez Sheparda są „bardzo niekonsekwentne”. Ponieważ pierwsza gra z serii była początkowo tytułem na wyłączność na konsolę Xbox 360, Shepard jest jedną z maskotek Xboksa.
Joe Juba, również publicysta „Game Informer”, wybrał Sheparda ulubionym protagonistą w rankingu na najlepszą grę fabularną 2012 roku, stwierdzając, że chociaż zmienił się ton i kontekst wielu aspektów Mass Effect, „Shepard ani przez chwilę nie sprawia wrażenia choć odrobinę mniej kozackiego”. W prześmiewczej kampanii serwisu IGN, mającej na celu wyłonienie prezydenta gier komputerowych, Shepard został wytypowany jako przedstawiciel „partii” Xbox 360, a jako wiceprezydenta zasugerowano Marcusa Feniksa z serii Gears of War. „Wybory” ostatecznie wygrała „partia” PlayStation 3, reprezentowana przez Nathana Drake’a i Solid Snake’a, podczas gdy Shepard i Fenix zajęli drugie miejsce. Chris Buffa z serwisu GameDaily umieścił Sheparda o domyślnym wyglądzie na czternastym miejscu listy dwudziestu pięciu najbardziej atrakcyjnych bohaterów gier komputerowych, opisując go jako „tajemniczego i zaprawionego w boju żołnierza, który nie pozwoli kosmitom sobie w kaszę dmuchać”.
Magazyn „Maxim” skrytykował pancerz Sheparda w artykule poświęconym „kozackim” pancerzom, stwierdzając, że „istnieje jedenaście tysięcy różnych wersji, więc ten wzór widzieliśmy już wcześniej”. Andrew Goldfarb z IGN skrytykował decyzję uczynienia Sheparda głównym bohaterem dodatków do Mass Effect 3, twierdząc, że zakończenie gry było „ostateczne”, więc zamiast niego wolałby, żeby dodatek skoncentrował się na którymś z członków załogi.
Z danych udostępnionych przez BioWare wynika, że większość graczy – 82% – zdecydowało się na grę Shepardem, nazywanym „BroShepem”, podczas gdy kobietę, „FemShep”, wybrało zaledwie 18%. Tym niemniej żeński odpowiednik postaci posiada grupę oddanych fanów. Tom Francis z „PC Gamer” umieścił pojawienie się jej na okładce Mass Effect 3 na liście piętnastu rzeczy, których oczekuje po trzeciej części. W 2010 roku Jennifer Hale nominowana została do Video Game Award w kategorii „najlepszy występ ludzkiej kobiety”, przegrała jednak z Tricią Helfer, która w Mass Effect 2 wcielała się w EDI (oraz Sarę Kerrigan w StarCraft II: Wings of Liberty). W wydanym w 2021 roku remasterze trylogii, Mass Effect: Edycja legendarna, 68% graczy wybrało postać męską, a 32% żeńską.
Komandor Shepard – mężczyzna i kobieta – podobnie jak wiele innych postaci z gier komputerowych i popkultury, pojawia się jako easter egg w filmie Stevena Spielberga Player One z 2018 roku.